# Anyphops caledonicus
Espèce
Synonymes
- Selenops caledonicus Lawrence, 1940

Anyphops caledonicus est une espèce d'araignées aranéomorphes de la famille des Selenopidae.

## Distribution
Cette espèce est endémique du Cap-Occidental en Afrique du Sud,. Elle se rencontre vers Caledon.

## Description
La femelle holotype mesure 7,8 mm.

## Étymologie
Son nom d'espèce lui a été donné en référence au lieu de sa découverte, Caledon.

## Publication originale
- Lawrence, 1940 :  The genus Selenops (Araneae) in South Africa. Annals of the South African Museum, vol. 32, p. 555-608 (texte intégral).